# ایشان تپه
ایشان تپه مربوط به هزاره ۱- است و در شهرستان رامیان، بخش مرکزی، روستای تاتار سفلی واقع شده و این اثر در تاریخ ۳۰ تیر ۱۳۸۴ با شمارهٔ ثبت ۱۲۲۵۷ به‌عنوان یکی از آثار ملی ایران به ثبت رسیده‌است.